# Марі-Адольф Карно
Марі Адольф Карно (Париж, 27 січня 1839 — Париж, 20 червня 1920) — французький хімік, гірничий інженер і політик. Походив зі знатної родини: його батько Іполит Карно та брат Марі Франсуа Саді Карно були політиками, Марі Франсуа став президентом Третьої Французької Республіки.

## Життєпис
Марі Адольф Карно народився в Парижі та закінчив Політехнічну школу в 1860 році. Після закінчення навчання, після періоду роботи інженером у Ліможі, вирушив до Шахтної школи, де його призначили професором у 1868 році. З 1881 року — головний гірничий інженер, з 1894 року — генеральний гірничий інспектор. У 1901 році став деканом École des Mines, яку очолював до 1907 року. Окрім адміністративної роботи та підготовки багатьох інженерів, він також написав трактат про хімічний аналіз мінералів (Traité d'analyse des substances minérales, 1898) і проводив дослідження. Він відкрив мінерали вісмуту в департаменті Коррез в регіоні Лімузен. Також був одним із перших, хто склав карти ґрунтових умов для використання в сільському господарстві. А ще досліджував визначення фтору у фосфатах і аналізував мінеральні води.
У 1899 році два французьких гірничих інженера Шарль Фрідель і Едуард Кюменж виявили в шахті Раджа в Колорадо радіоактивний мінерал, що містить уран, першим проаналізував його Карно і тому на його честь пізніше назвали карнотитом. За це відкриття був ушанований членством в Академії сільського господарства та Французької академії наук і став командором ордена Почесного легіону. Одночасно займався політичною кар'єрою. У 1898 році був членом Генеральної ради Шаранти. Він очолив його з 1902 по 1908 рік як голова Alliance Démocratique.